# Strynboen
Die Strynboen ist eine ehemalige Fähre der dänischen Reederei Strynø-Rudkøbing Færgefart.

## Geschichte
Die Fähre wurde 1966 unter der Baunummer 17 auf der norwegischen Werft Blaalid Slip & Mek. Verksted in Raudeberg für die Reederei Måløy Ferjeselskap gebaut. Sie wurde als Måløyferja unter der Flagge Norwegens mit Heimathafen Måløy in Dienst gestellt. Die Reederei Måløy Ferjeselskap setzte die Fähre zwischen Degnepoll und Måløy auf der Insel Vågsøy ein. Infolge des Baus der Måløybrücke, die im Dezember 1973 für den Verkehr freigegeben wurde, wurde die Fährverbindung eingestellt.
Die Fähre wurde Anfang 1974 an die dänische Reederei Strynø-Rudkøbing Færgefart verkauft. Diese setzte die Fähre zwischen Rudkøbing auf der Insel Langeland und der Insel Strynø ein.
1995 wurde die Fähre auf der Werft Svendborg Værft in Svendborg umgebaut und dabei zur Verbesserung der Stabilität und der Erhöhung der Kapazität verlängert.
Im Sommer 2013 übernahm die Langeland Kommune die Fährverbindung zwischen Rudkøbing und Strynø und setzte auf ihr die Fähre Strynø ein. Die Strynboen wurde außer Dienst gestellt und in Rudkøbing aufgelegt. Zunächst war vorgesehen, die Fähre an die Reederei CityLink zu verkaufen, die sie zwischen Marstal und Rudkøbing einsetzen wollte. Der Verkauf kam jedoch nicht zustande. Die Fähre wurde aber 2013 und 2014 jeweils kurzzeitig als Ersatzschiff zwischen Faaborg auf der Insel Fünen und den Inseln Avernakø und Lyø eingesetzt.
Anfang 2015 wurde die Fähre verkauft und anschließend zu einem Wohnboot in Stege auf der Insel Møn umgebaut.

## Technische Daten und Ausstattung
Das Schiff wurde von einem Grenaa-Dieselmotor mit 250 PS Leistung angetrieben. Der Motor wirkte auf einen Propeller. Für die Stromerzeugung standen zwei Dieselgeneratoren mit jeweils 18 kW Leistung zur Verfügung.
Die Fähre verfügte über ein durchlaufendes Fahrzeugdeck. Dieses war von beiden Enden über landseitige Rampen zugänglich. Auf dem Fahrzeugdeck fanden bis zu zwei Pkw nebeneinander Platz. Die Fahrzeugkapazität der Fähre betrug 12 Pkw. Auf der Backbordseite der Fähre befanden sich Aufbauten, in denen unter anderem ein Aufenthaltsraum für die Passagiere untergebracht war. Darüber befand sich das Steuerhaus.